# Głuchów (powiat wieluński)
Głuchów – wieś w Polsce położona w województwie łódzkim, w powiecie wieluńskim, w gminie Konopnica.
W latach 1975–1998 miejscowość należała administracyjnie do województwa sieradzkiego.